# Холкомб, Томас
Томас Холкомб (5 августа 1879 — 24 мая 1965) — семнадцатый комендант корпуса морской пехоты США (1936—1943), первый морской пехотинец, достигший звания полного генерала. После отставки из корпуса служил министром по делам Южной Африки (1944—1948). Среди его предков — знаменитый герой-моряк коммодор Джошуа Барни.

## Биография
Холкомб родился 5 августа 1879 года в Нью-Касл, штат Делавэр, один из четырёх детей. Его мать — Элизабет Хиндман Барни, дочь капитана флота США Николаса Барни, отец — Томас Холкомб, юрист и спикер палаты представителей штата Дэлавер. Холкомб учился в частной школе, пока его семья не переехала в г. Вашингтон в 1893, для работы в министерстве финансов США во время второго срока президента Кливленда. В 1897 Холкомб окончил Вестерн хай-скул. В курс обучения входила также строевая подготовка в форме, на этих уроках Холкомб познакомился с военной дисциплиной.
Отец убедил Холкомба начать карьеру в бизнесе. В 1898 он устроился на работу клерком в компании Bethlehem Steel в Спарроу-пойнт, штат Мэриленд и проработал там два года.
13 апреля 1900 Холкомб был призван в ряды морской пехоты и получил звание второго лейтенанта. С сентября 1902 по апрель 1903 Холкомб выполнял различные обязанности в роте морской пехоты в составе батальона приписанного к североатлантической эскадре. В 1902 он стал победителем чемпионата по стрельбе из винтовки на длинные дистанции в Монреале, Канада. 3 марта 1903 он был произведён в первые лейтенанты и возглавил команду корпуса морской пехоты, которая в 1911 стала чемпионом. С апреля 1904 по август 1905 и в октябре-ноябре 1906 он служил на Филиппинских островах.
С сентября по 1905 по сентябрь 1906 Холкомб служил в охране посольства в Пекине. 13 мая 1908 он были произведён в капитаны и с декабря 1908 по июль 1910 продолжал служить в охране посольства в Пекине. Затем он был назначен атташе при команде американского министра для изучения китайского языка и служил в этой должности до мая 1911. В декабре 1911 он снова получил назначение в посольство в Пекине, где продолжил изучение китайского языка, и оставался на службу в посольстве до мая 1914.
С октября 1914 по август 1917 капитан Холкомб служил инспектором по стрелковой подготовке. На этом посту он получил звание майора 29 августа 1916. 11 ноября 1916 он вступил в брак с Беатрис Миллер Кловер, дочерью адмирала Ричардсона Кловера. Комендант корпуса генерал-майор Джордж Барнетт и его жена по этому случаю пригласили их на ленч в резиденцию коменданта.
С августа 1917 по январь 1918 майор Холкомб командовал вторым батальоном шестого полка морской пехоты в казармах морской пехоты в Куантико, штат Виргиния, готовясь к службе за морем. С февраля 1918 он служил в американских экспедиционных силах во Франции, где 4 июня 1920 был произведён в подполковники. С августа 1918 он командовал вторым батальоном и был вторым человеком в командовании шестого полка морской пехоты, участвовал в обороне Эне (у Шато-Тьери), наступлении Эне-марна (т. н. весеннем наступлении) у Суассона, служил в секторе Марбаха, участвовал в Сан-Миельском наступлении, Мёз-Аргоннском наступлении (в Шампани и а Аргонском лесу) и марше к Рейну в Германии после подписания перемирия.
Холкомб был отмечен за выдающуюся службу во Франции, он получил военно-морской крест, Серебряную звезду с тремя дубовыми листьями, благодарность за похвальную службу от главнокомандующего американским экспедиционным корпусом (AEF), Пурпурное сердце и три раза упоминался в общих приказах по второй дивизии AEF. Французское правительство наградило его крестом ордена «Легион Почёта» и тремя военными крестами с пальмовыми листьями.
C сентября 1922 по июнь 1924 он командовал казармами морской пехоты на военно-морской базе в заливе Гуантанамо, Куба. После возвращения в США был направлен в школу командного и штабного состава в Форт-Ливенуорт, штат Канзас. Завершив курс с отличием в июне 1925 он получил назначение в оперативно-учебный отдел главного штаба морской пехоты, где пребывал до июня 1927 года.
С августа 1927 по февраль 1930 Холкомб командовал отрядом морской пехоты охраны дипломатической миссии в Пекине, Китай. 22 декабря 1928 он был произведён в полковники. В июне 1930 он поступил на старший курс военно-морского колледжа, который закончил в июне 1931. Затем он был направлен в армейский военный колледж и закончил его в следующем году.
С июня 1932 по январь 1935 до производства в бригадные генералы Холкомб служил в управлении по военно-морским операциям департамента флота. 1 февраля 1935 он был повышен в звании до бригадного генерала и до ноября 1936 служил комендантом школ морской пехоты в Куантико, штат Виргиния.

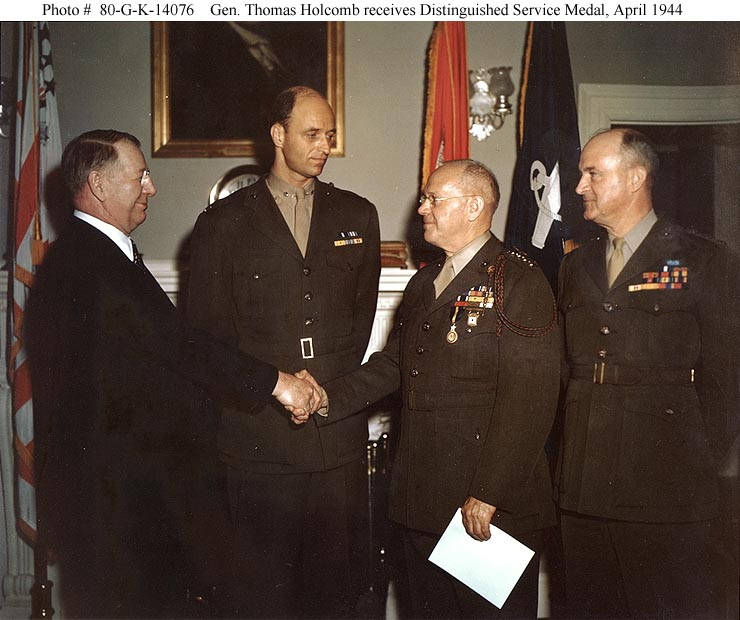
1944 год. Министр ВМС Фрэнк Нокс поздравляет генерала Холкомба с получением медали «За выдающуюся службу». Слева — полковник Джеймс Рузвельт, справа — генерал-лейтенант Александер Вандегрифт.

1 декабря 1936 Холкомб вернулся в главный штаб морской пехоты и принял должность коменданта корпуса.
В апреле 1941 командование ВМС собрало большой совет по вопросам расширения Корпуса. Холкомб заявил, что негры не имеют права служить в морской пехоте. Он заявил:

«Если встанет вопрос: кто будет в корпусе — 5 тыс. белых или 250 тыс. негров я скорее выберу белых.»
Оригинальный текст (англ.)
If it were a question of having a Marine Corps of 5,000 whites or 250,000 Negroes, I would rather have the whites— 
После производства в генералы-лейтенанты 20 января 1942 года, Холкомб стал самым высоким по званию офицером, из тех кто до него командовал корпусом.
4 августа 1943 генерал-лейтенант Холкомб достиг пенсионного возраста, но президент Франклин Рузвельт объявил, что оставит его на посту коменданта в знак признания его выдающейся службы. Холкомб продолжил служить комендантом до 31 декабря 1943, его сменил генерал-лейтенант Александр Вандергрифт.
В ходе семилетнего пребывания Холкомба на посту коменданта численность корпуса морской пехоты возросла с 16 тыс. до примерно 300 тыс. 13 февраля 1943 он официально объявил, что женщины могут служить в рядах корпуса, эта дата отмечается как годовщина женщин в корпусе морской пехоты.
12 апреля 1944 года Холкомб удостоился награды «За выдающуюся службу» за службу на посту коменданта.
После почти 44-летней службы в корпусе генерал-лейтенант Холкомб ушёл в отставку 1 января 1944 года. Поскольку он был особо отмечен за выполнение долга в сражениях, он был повышен в звании в списке отставников согласно принятому недавно акту Конгресса и стал первым морским пехотинцем, достигшим звание полного (четырёхзвёздного) генерала.
9 марта 1944 президент Рузвельт назначил его министром по делам южноафриканского союза. Этот пост Холкомб оставил 15 июня 1948 года.
После отставки Холкомб проживал в Сент-Мэри-сити, штат Мэриленд, где до 1956 года управлял семейной фермой. Затем он переехал в Чеви-чейз, штат Мэриленд а в 1962 в г. Вашингтон.
Весной 1964 страдая от серьёзной болезни, он вернулся на родину — г. Нью-Кэстл, штат Дэлавер, где и умер 24 декабря 1965 года в возрасте 85 лет и был похоронен на Арлингтонском национальном кладбище.

### Награды
Генерал Холкомб удостоился следующих наград: 
| Бронзовый пучок дубовых листьев · Бронзовый пучок дубовых листьев · Бронзовый пучок дубовых листьев |  | |  |
| |  | Бронзовая звезда за службу · Бронзовая звезда за службу · Бронзовая звезда за службу · Бронзовая звезда за службу · Бронзовая звезда за службу |  |
| Бронзовая звезда за службу                                                                          |  | Бронзовая звезда за службу |  |
| |  | |  |

| Первый ряд    | Военно-морской крест                        | Военно-морской крест                        | Военно-морской крест                        | Военно-морской крест                         | Медаль «За выдающуюся службу»                | Медаль «За выдающуюся службу»                | Медаль «За выдающуюся службу»                                                           | Медаль «За выдающуюся службу»                                                           | Серебряная звезда с тремя дубовыми листьями                                             | Серебряная звезда с тремя дубовыми листьями                  | Серебряная звезда с тремя дубовыми листьями                  | Серебряная звезда с тремя дубовыми листьями                  | французский Fourragère |
| Второй ряд    | Пурпурное сердце                            | Пурпурное сердце                            | Пурпурное сердце                            | Экспедиционная медаль Корпуса морской пехоты | Экспедиционная медаль Корпуса морской пехоты | Экспедиционная медаль Корпуса морской пехоты | Медаль Победы с пряжками Эне, Эне-Марна, Сан-Миель, Мёз-Аргон, & оборонительный сектор; | Медаль Победы с пряжками Эне, Эне-Марна, Сан-Миель, Мёз-Аргон, & оборонительный сектор; | Медаль Победы с пряжками Эне, Эне-Марна, Сан-Миель, Мёз-Аргон, & оборонительный сектор; | Медаль Оккупационной армии в Германии                        | Медаль Оккупационной армии в Германии                        | Медаль Оккупационной армии в Германии                        | французский Fourragère |
| Третий ряд    | Медаль «За защиту Америки» с пряжкой «Base» | Медаль «За защиту Америки» с пряжкой «Base» | Медаль «За защиту Америки» с пряжкой «Base» | Медаль «За Американскую кампанию»            | Медаль «За Американскую кампанию»            | Медаль «За Американскую кампанию»            | Медаль «За Азиатско-тихоокеанскую кампанию» c одной звездой за службу                   | Медаль «За Азиатско-тихоокеанскую кампанию» c одной звездой за службу                   | Медаль «За Азиатско-тихоокеанскую кампанию» c одной звездой за службу                   | Медаль Победы во Второй мировой войне                        | Медаль Победы во Второй мировой войне                        | Медаль Победы во Второй мировой войне                        | французский Fourragère |
| Четвёртый ряд | Рыцарь ордена Почётного легиона             | Рыцарь ордена Почётного легиона             | Рыцарь ордена Почётного легиона             | Военный крест с тремя пальмовыми листами;    | Военный крест с тремя пальмовыми листами;    | Военный крест с тремя пальмовыми листами;    | Орден Морских заслуг, первый класс                                                      | Орден Морских заслуг, первый класс                                                      | Орден Морских заслуг, первый класс                                                      | Большой рыцарский крест военного ордена Вильгельма Голландия | Большой рыцарский крест военного ордена Вильгельма Голландия | Большой рыцарский крест военного ордена Вильгельма Голландия | французский Fourragère |